# Phytoecia pubescens
Phytoecia pubescens là một loài bọ cánh cứng trong họ Cerambycidae.